# Pterinoxylus crassus
Pterinoxylus crassus är en insektsart som beskrevs av Kirby 1889. Pterinoxylus crassus ingår i släktet Pterinoxylus och familjen Pseudophasmatidae. Inga underarter finns listade i Catalogue of Life.